# Djävulens advokat (film)
Djävulens advokat är en amerikansk film från 1997 i regi av Taylor Hackford.

## Handling
Filmen handlar om Kevin Lomax (Reeves) som är en otroligt duktig advokat och aldrig har förlorat ett fall, trots att en del av hans klienter har varit skyldiga. Efter 64 raka vinster i domstolen blir han erbjuden att åka till New York och arbeta för en gigantisk advokatfirma som ägs av John Milton (Al Pacino).

## Om filmen
Filmen har lösa anknytningar till diktverket Det förlorade paradiset av John Milton. Bland annat heter Satan i filmen John Milton, och ett citat ur boken används av Lomax: "Better to reign in hell than serve in heaven." I slutet av filmen visas änglar som brinner i en cirkel av eld. Detta är en hänvisning till Dante Alighieris Inferno.

## Rollista (i urval)
- Keanu Reeves - Kevin Lomax
- Al Pacino - John Milton
- Charlize Theron - Mary Ann Lomax
- Jeffrey Jones - Eddie Barzoon
- Judith Ivey - Mrs. Alice Lomax
- Connie Nielsen - Christabella Andreoli
- Craig T. Nelson - Alexander Cullen
- Heather Matarazzo - Barbara
- Tamara Tunie - Jackie Heath
- Ruben Santiago-Hudson - Leamon Heath
- Debra Monk - Pam Garrety
- Vyto Ruginis - Mitch Weaver, Justice Dept.
- Laura Harrington - Melissa Black
- Pamela Gray - Diana Barzoon
- George Wyner - Meisel
- Don King - sig själv
- Roy Jones, Jr - sig själv (ej krediterad)
- Delroy Lindo - Phillipe Moyez
- Chris Bauer - Lloyd Gettys